# Oberhof
Oberhof é uma cidade da Alemanha localizada no distrito de Schmalkalden-Meiningen, estado da Turíngia.